# BILL
BILL sono un tipo di missili anticarro prodotti dalla Bofors.

## Caratteristiche
Hanno una gittata massima di circa 2000 metri, sono caratterizzati dall'avere una testata inclinata di 45 gradi dentro la cellula del missile, per consentire alla testata bellica di ridurre l'effetto protettivo dell'inclinazione delle corazze dei carri.